# Reckingen VS
| VS ist das Kürzel für den Kanton Wallis in der Schweiz. Es wird verwendet, um Verwechslungen mit anderen Einträgen des Namens Reckingen zu vermeiden. |

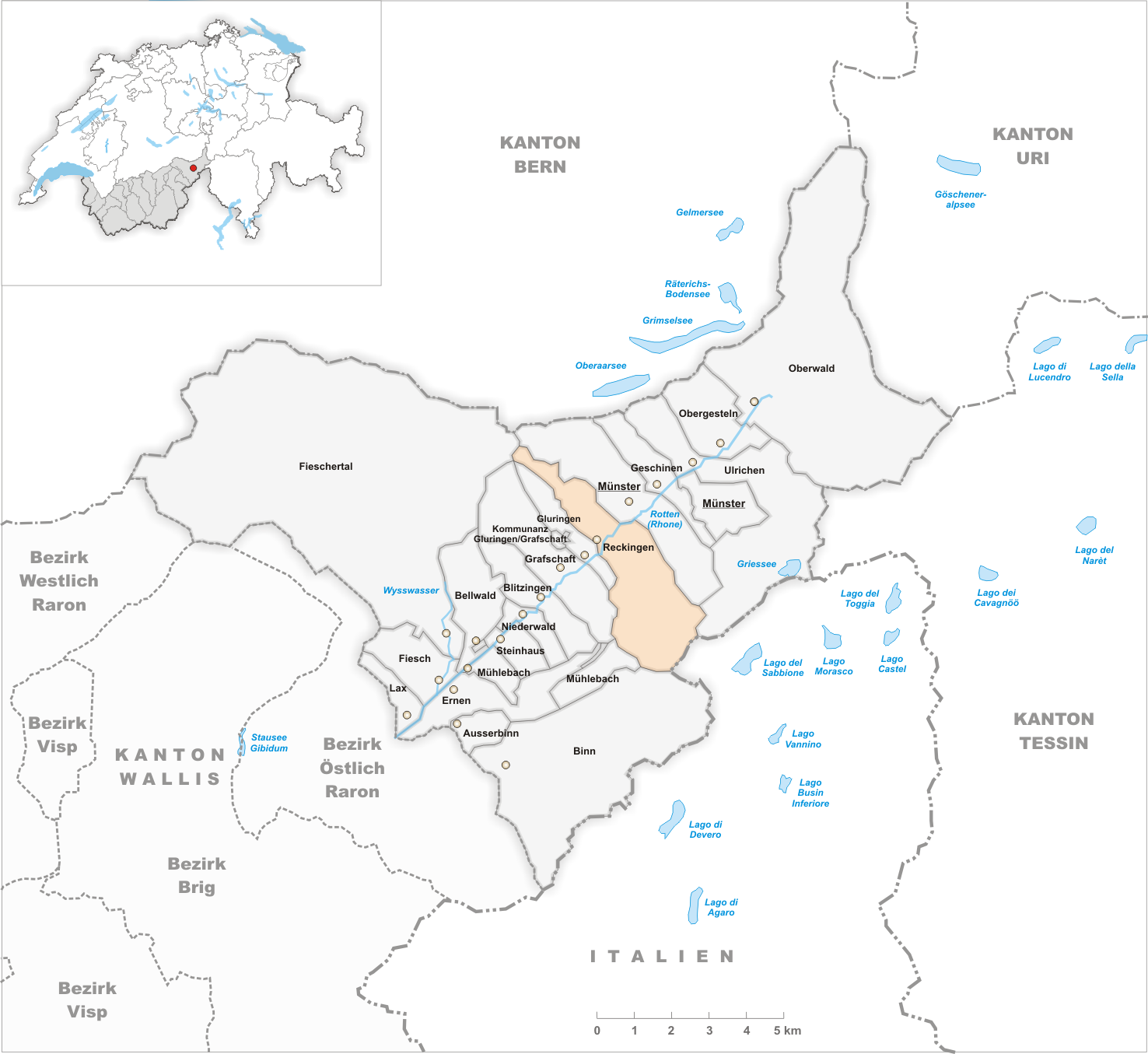
Gemeindestand vor der Fusion am 1. Januar 2004

Reckingen (walliserdeutsch [əˈrekχɪgə] oder [ˈrekχɪgə]) ist ein Ortsteil der Munizipalgemeinde Goms im Bezirk Goms des Schweizer Kantons Wallis. Er bildet zugleich eine Pfarrgemeinde des Dekanats Ernen.

## Geschichte
Reckingen wurde 1225 erstmals als de Requinguen urkundlich erwähnt. Der Name ist ein -ingen-Name, in welchem ein Personenname wie etwa *Ricco, *Recco steckt; er bedeutet damit «bei den Leuten, bei der Sippe des Ricco oder Recco».
1838 wurden mehrere Steingräber aus der Hallstattzeit entdeckt. Somit ist Reckingen die oberste Siedlung des Obergoms, wo sich Spuren vorgeschichtlicher Zeit zurückverfolgen lassen. Auch wurden hier bedeutende römische Funde gemacht, so dass von einer prähistorischen und römischen Besiedlung der Gegend ausgegangen werden kann. Die heutige Siedlung und auch ihr Name gehen auf die germanische Besiedlungswelle des Goms zurück.
Es sind erst Dorfstatuten ab dem 16. Jahrhundert erhalten geblieben. Im 18. Jahrhundert wurde Reckingen das Zentrum der Kunstschaffenden (Orgelbauer, Bildschnitzer und Glockengiesser) des Obergoms, was sicher mit dem zu der Zeit stattfindenden Kirchenbau zusammenhängt.
Die Siedlung wurde mehrmals von Naturkatastrophen heimgesucht. So zerstörte am 5. Februar 1749 eine Lawine aus dem Bächital das neue Pfarrhaus. Eine weitere Lawine des Bächitals zerstörte am 24. Februar 1970 die neueren Häuser auf der Ostflanke des westlichen Sturzfächers; am selben Tag löste sich eine Lawine im Erosionstrichter östlich des Dorfes und zerstörte die Antoniuskapelle. Aus diesem Grund wurde zwischen 1970 und 1973 ein Lawinenkanal angelegt, der die Bächitallawine vom Dorf fernhalten soll.
Die Gemeinde versuchte sich schon 1682 von der Pfarrei Münster zu trennen. Dies gelang jedoch erst 1695/96. Die Loslösung von Münster war nicht einfach, denn die Mutterpfarrei wehrte sich, obwohl der päpstliche Nuntius Marcellus de Aste schon am 16. April 1695 den Stiftungsakt der Kuratkaplanei ausgefertigt hatte. Wegen der Weigerung Münsters und des Bischofs Adrian V. von Riedmatten musste Johann Joseph Hürsimann als apostolischer Kommissär nach Reckingen gesendet werden, damit das Gotteshaus benediziert und der erste Kuratkaplan eingesetzt werden konnte. Die Kirche erhielt somit das Tauf- und Bestattungsrecht, und das Besetzungsrecht der Kuratkaplanei wurde Reckingen übertragen. Man war aber immer noch der Mutterpfarrei von Münster unterstellt. Endgültig von Münster trennte man sich erst 1914, zuvor hat man im Jahr 1880 die Primezen von der Kirchenfabrik in Münster losgekauft.
Am 24. Februar 1970 forderte ein Lawinenniedergang 30 Todesopfer.
Auf den 1. Januar 2004 schlossen sich die bis dahin eigenständigen Munizipalgemeinden Reckingen und Gluringen zur Munizipalgemeinde Reckingen-Gluringen zusammen. Am 1. Januar 2017 fusionierte diese mit den Gemeinden Blitzingen, Grafschaft, Münster-Geschinen und Niederwald zur neuen Munizipalgemeinde Goms.

## Bevölkerung
| Bevölkerungsentwicklung | Bevölkerungsentwicklung | Bevölkerungsentwicklung | Bevölkerungsentwicklung | Bevölkerungsentwicklung | Bevölkerungsentwicklung | Bevölkerungsentwicklung |
| ----------------------- | ----------------------- | ----------------------- | ----------------------- | ----------------------- | ----------------------- | ----------------------- |
| Jahr                    | 1802                    | 1850                    | 1900                    | 1950                    | 2000                    | 2002                    |
| Einwohner               | 390                     | 342                     | 314                     | 365                     | 356                     | 405                     |

## Ortsbild
Als einziges Dorf im Goms erstreckt sich Reckingen quer über den gesamten Talgrund und zerfällt somit in drei lose zusammenhängende Siedlungsgebiete: Das Oberdorf am Hang nördlich der Hauptstrasse, das Niderdorf in der rechtsufrigen Talmulde und das am linken Rottenufer gelegene Uberrotte (Überrotte).

### Gebäude
In der Gemeinde sind einige alte Holzhäuser und Wirtschaftsgebäude erhalten, darunter vier sogenannte „Heidehischer“ (Heidenhüs, ein spätmittelalterlicher, für das Obergoms charakteristischer Bautyp).
Die Pfarrkirche Geburt Mariens: Die heutige Kirche wurde zwischen 1743 und 1745 erbaut. Sie steht an der Stelle einer 1414 erstmals erwähnten Kapelle, welche 1695 durch die erste Pfarrkirche ersetzt wurde, welche sich aber als zu klein erwies.
Auf dem Stalen, einem Plateau am Eingang des Blinnentals, steht die Kreuzkapelle. Die heutige Kapelle wurde 1769 erbaut und ist vermutlich die erste an dieser Stelle.

## Sehenswürdigkeiten
- Blinnental[7]

## Söhne und Töchter
- Frank Garbely (* 1947), Journalist, Buchautor und Dokumentarfilmemacher
- Armin Walpen (* 1948), Jurist und Medienmanager
- Patricia Jost (* 1993), Biathletin